# Distrito de Sancaktepe

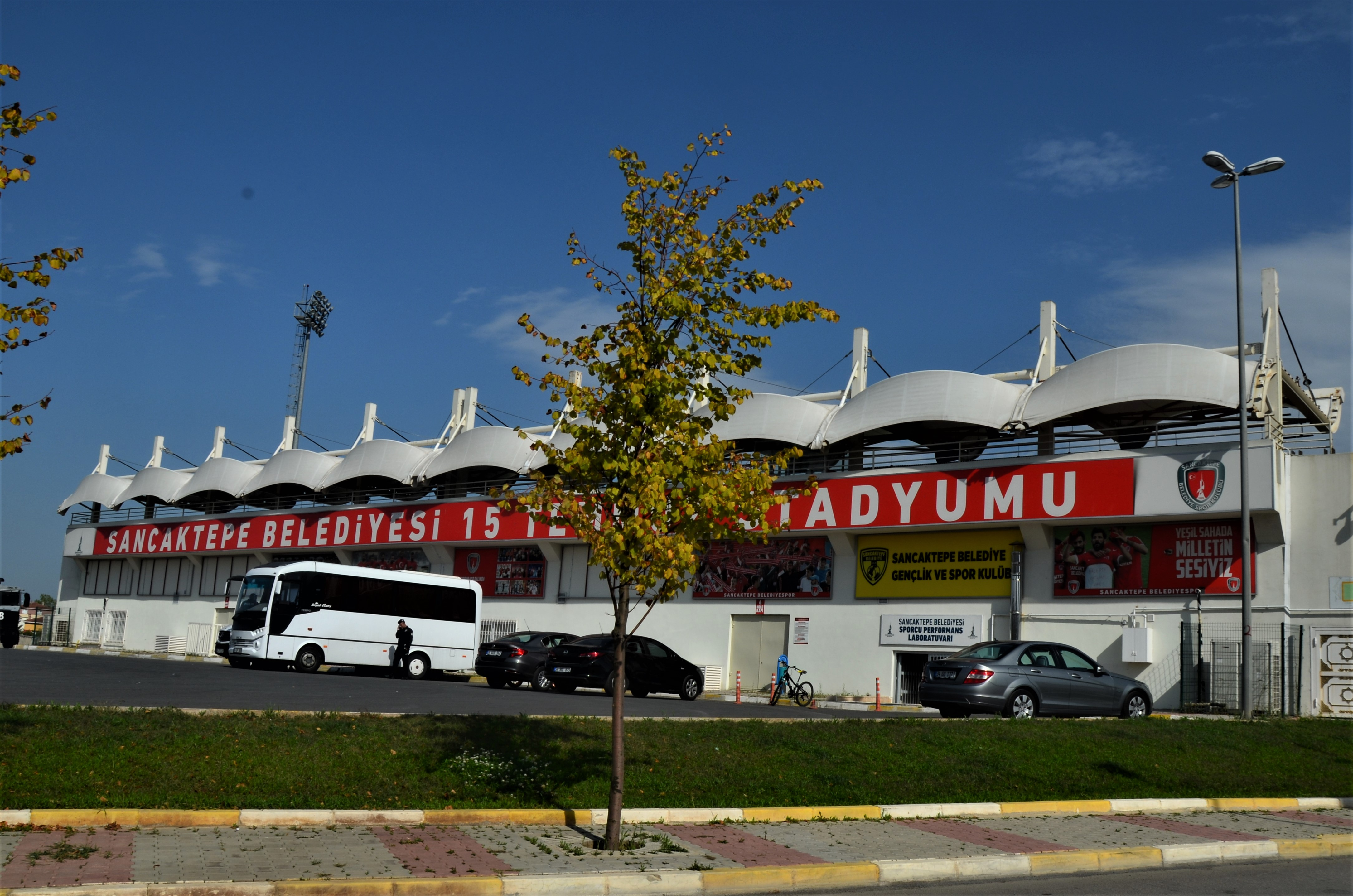
15 Temmuz Stadium in Sancaktepe district

Sancaktepe es un distrito de Estambul, Turquía, situado en la parte anatolia de la ciudad. Cuenta con una población de 229.093 habitantes (2008).